# 368
368 foi um ano bissexto do século IV que teve início a uma terça-feira e terminou a uma quarta-feira, segundo o Calendário Juliano. As suas letras dominicais foram F e E.
| Ano completo                          |
| ------------------------------------- |
| Ano bissexto com início à terça-feira |